# Forrest H. Anderson
Forrest Howard Anderson (* 30. Januar 1913 in Helena, Montana; † 20. Juli 1989 ebenda) war ein US-amerikanischer Jurist und Politiker der Demokratischen Partei. Von 1969 bis 1973 war er Gouverneur des Bundesstaates Montana.

## Frühe Jahre und politischer Aufstieg
Forrest Anderson besuchte die Helena High School und anschließend die University of Montana, wo er Jura studierte. Im Jahr 1938 beendete er sein Studium an der Law School der Catholic University in Washington. Nach seiner Zulassung als Anwalt begann er in Helena zu praktizieren.
Zwischen 1943 und 1944 saß Anderson als Abgeordneter im Repräsentantenhaus von Montana; von 1945 bis 1947 war er Staatsanwalt im Lewis and Clark County. Bis 1949 war er Berater einer Regierungskommission, ehe er zwischen 1953 und 1956 Richter am Montana Supreme Court wurde. 1957 übernahm er das Amt des Attorney General von Montana, das er zwölf Jahre lang bis 1969 ausübte. 1968 wurde er zum neuen Gouverneur von Montana gewählt, wobei er sich mit 54,1 Prozent der Stimmen gegen den republikanischen Amtsinhaber Tim M. Babcock durchsetzte.

## Gouverneur von Montana
Andersons vierjährige Amtszeit begann am 6. Januar 1969. In dieser Zeit reformierte er den Regierungsapparat. Die über 100 verschiedenen Behörden wurden in 19 Ministerien zusammengelegt. Damit wurde die Effizienz der Regierung deutlich verbessert. Im Jahr 1972 wurde eine neue Verfassung für Montana erarbeitet und vom Gouverneur in Kraft gesetzt. Aufgrund seiner angeschlagenen Gesundheit verzichtete Anderson im Jahr 1972 auf eine erneute Kandidatur. Damit schied er am 1. Januar 1973 aus seinem Amt aus.
In den folgenden Jahren zog sich Anderson in das Privatleben zurück. Sein Gesundheitszustand wurde immer schlechter. Im Alter von 76 Jahren beging Anderson mit einer Schusswaffe Selbstmord. Er hinterließ seine Ehefrau Evelyn, zwei Töchter und einen Sohn.